# Géographie de la Malaisie

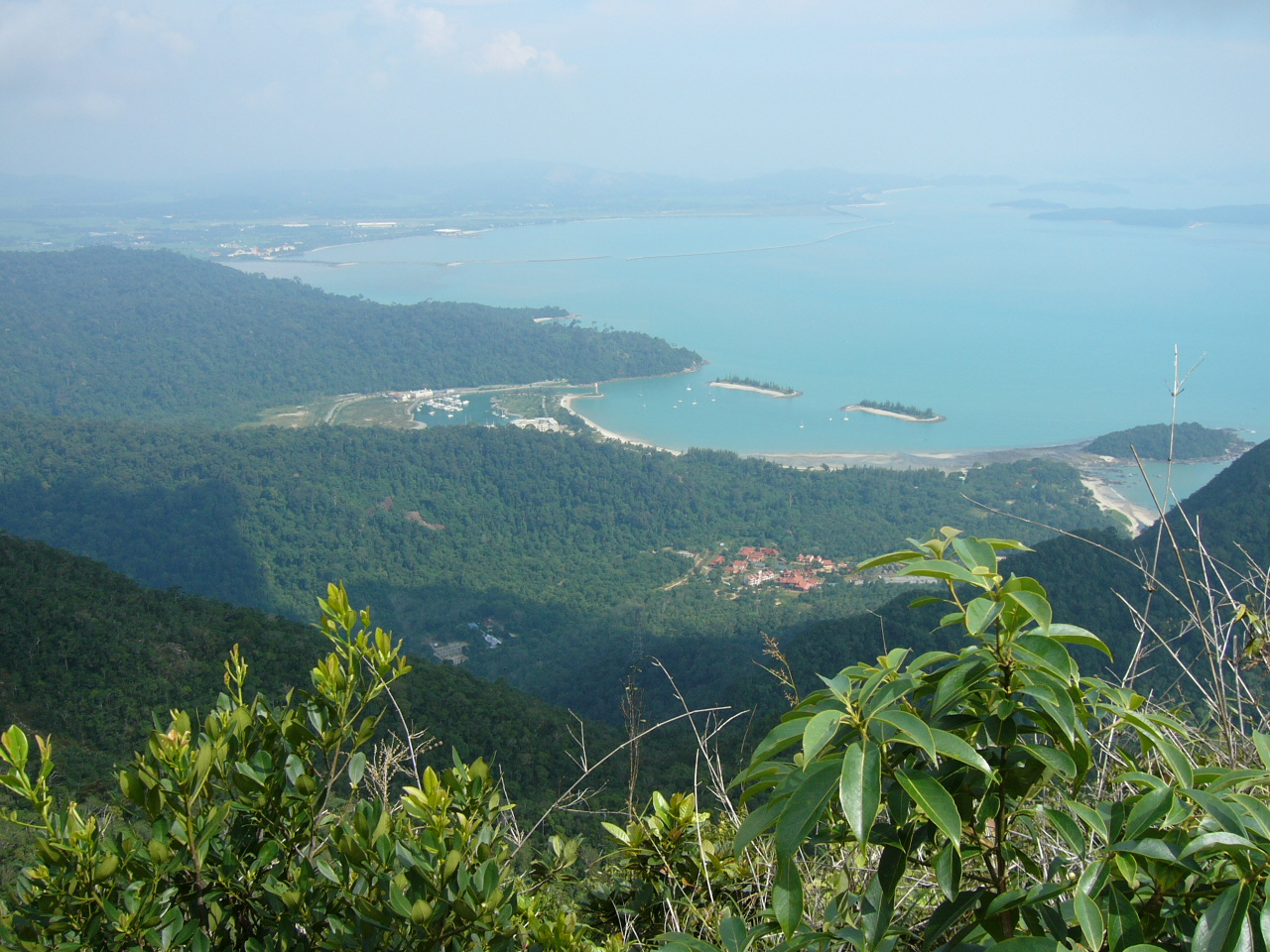
Vue sur l'archipel des Langkawi depuis la côte

La fédération de Malaisie se trouve en Asie du Sud-Est, elle est composée de deux régions distinctes, une insulaire sur l'île de Bornéo et l'autre sur la péninsule de Malacca

## Malaisie péninsulaire
La Malaisie péninsulaire (au Sud de la Thaïlande) est divisée du Nord au Sud par une longue chaîne montagneuse dont le point culminant se situe à 2 189 m (mont Tahan) et où subsistent de vastes zones forestières.
La côte Ouest est marécageuse et plate, la côte Est est, au contraire, composée de longues plages de sable. Les cultures et plantations sont d'abord situées le long des plaines côtières.

## Malaisie orientale

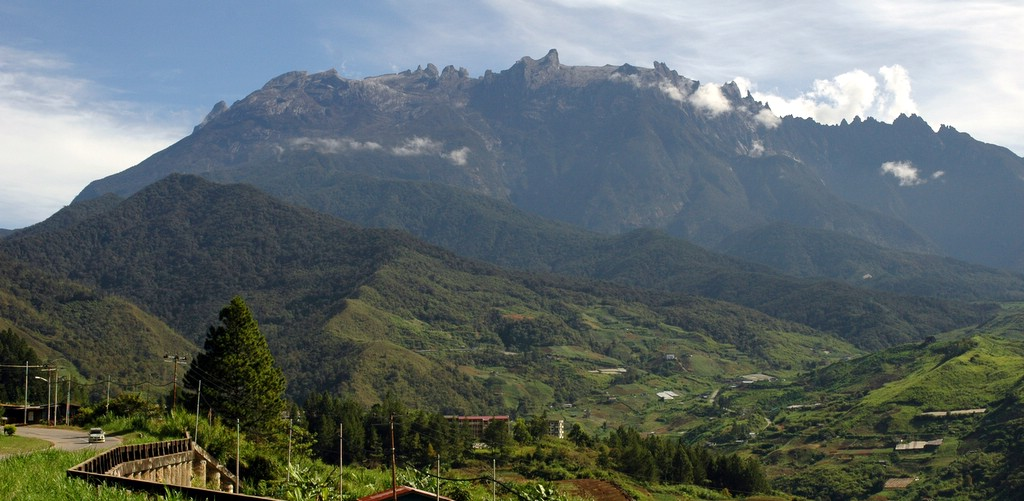
Vue du mont Kinabalu depuis Kundasang en 2006

La Malaisie orientale, composée des États du Sarawak, du Sabah et du territoire fédéral de Labuan, est située au nord de la partie indonésienne de Bornéo (Kalimantan) et enclave le sultanat de Bruneï. Cette partie représente 15 % de la population sur 60 % du territoire. Elle est essentiellement composée de jungle et d'un relief assez élevé (Mont Kinabalu : 4 100 m).
La population, pour moitié malaise (musulmans), pour 35 % chinoise (bouddhistes) et 10 % indienne (hindouistes)  réside pour les 3/4 dans la péninsule.
Le pays, fédération de 13 États et 2 territoires, est membre du Commonwealth britannique. Il est aussi une monarchie constitutionnelle avec un roi élu pour 5 ans parmi les sultans de la Malaisie Occidentale. Le sous-sol (or, fer, bauxite, etc., côté occidental) plus le gaz et le pétrole off-shore (côté oriental) sont, avec le bois et le caoutchouc, les principales ressources du pays.

## Données brutes
Climat : tropical, mousson de sud-ouest d’avril à octobre, de nord-est d’octobre à février.
Relief : plaines côtières, collines et montagnes à l’intérieur.
Ressources naturelles : étain, pétrole, bois, cuivre, minerai de fer, gaz naturel, bauxite.
Exploitation du sol :
- terres arables : 3 %
- cultures permanentes : 12 %
- pâturages permanents : 0 %
- forêts : 68 % (est. 1993)

Terres irriguées : 2 941 km2 (est. 1998)
Environ la moitié de la péninsule malaise est couverte de granite et d’autres roches magmatiques. Un tiers présente en plus des roches stratifiées autres que le granite, le reste est couverts d’alluvions.
Problèmes environnementaux : pollution de l’air et de l’eau, déforestation.
Catastrophes naturelles : inondations, glissements de terrain.
- Partie à: biodiversité, changements climatiques, désertification, espèces en voie de disparition, droit de la mer, préservation de la vie marine, interdiction des essais nucléaires, protection de la couche d’ozone, bois tropical 83, bois tropical 94, zones humides.
- Signé, mais non ratifié: protocole de Kyoto.

Parcs nationaux : dans ses six parcs nationaux, la fédération de Malaisie s'efforce de préserver la jungle primitive.

## Galerie

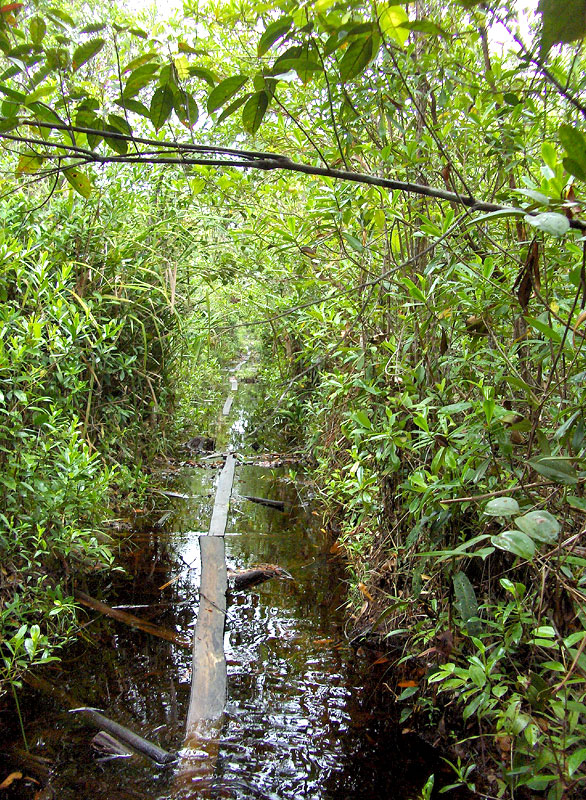
Une forêt anthropophisée de Malaisie
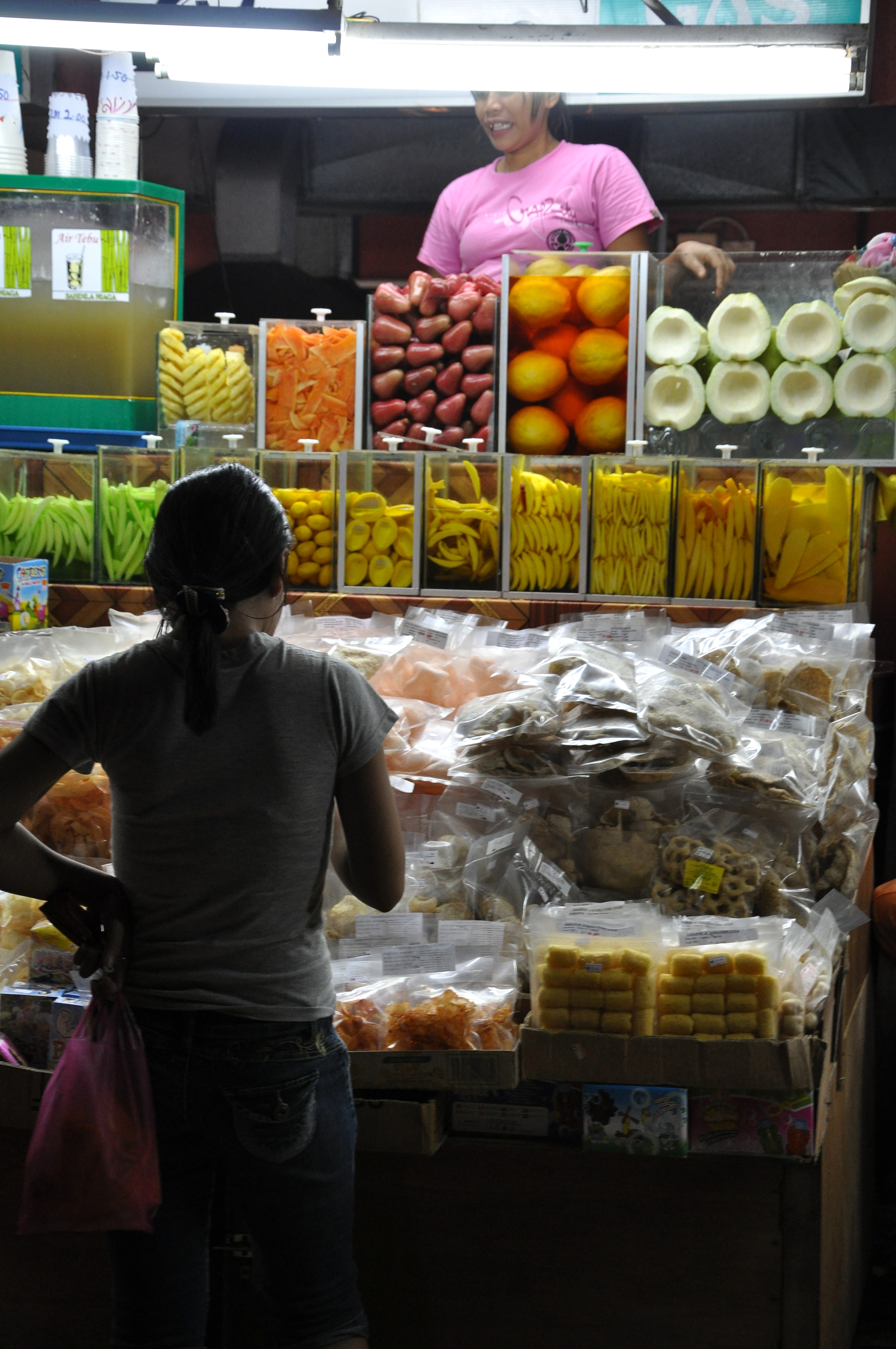
Une épicerie malaise
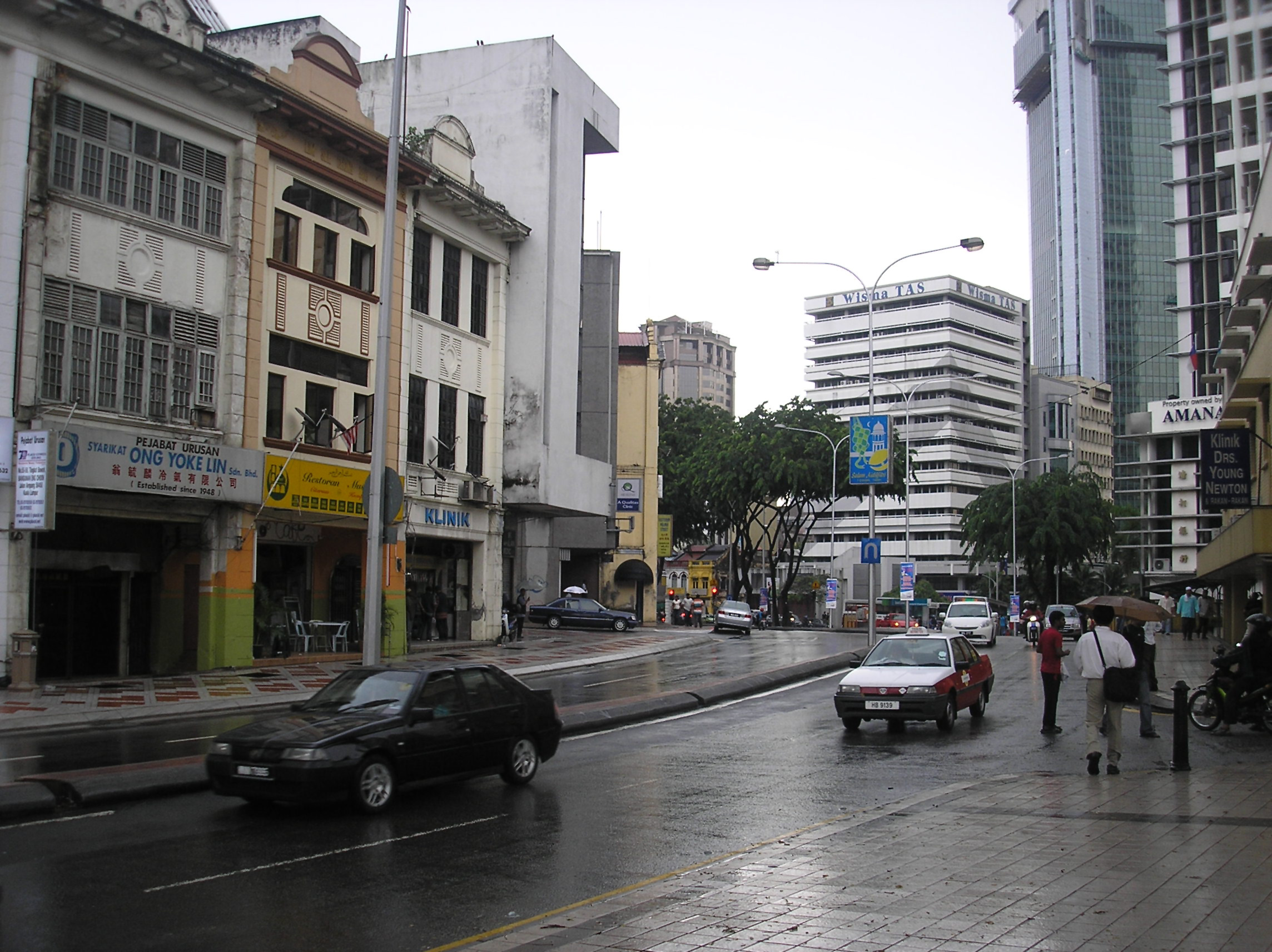
Jalan Ampang, Une des avenues principales de Kuala Lumpur en direction du sud.
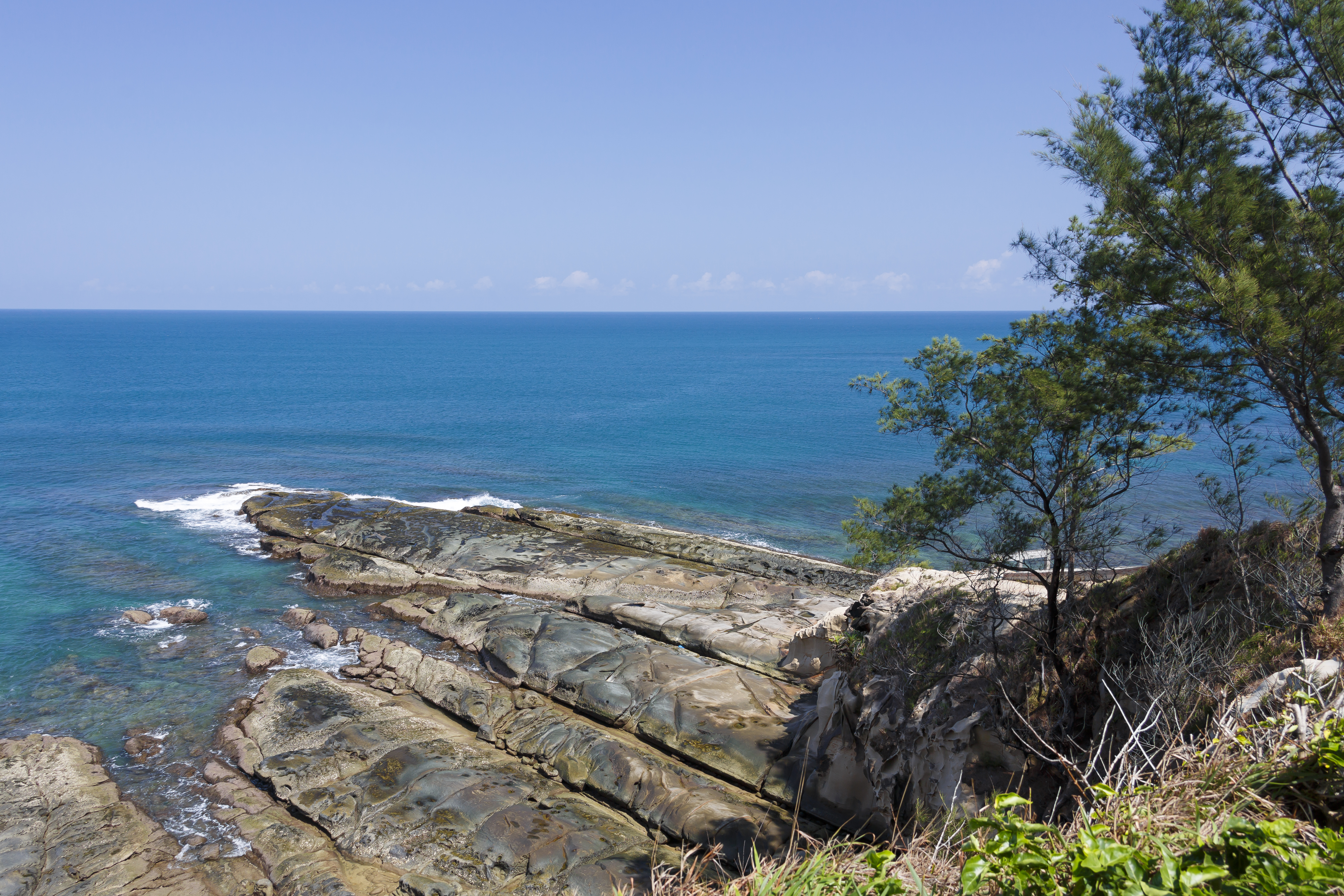
Le cap le plus nord de Bornéo
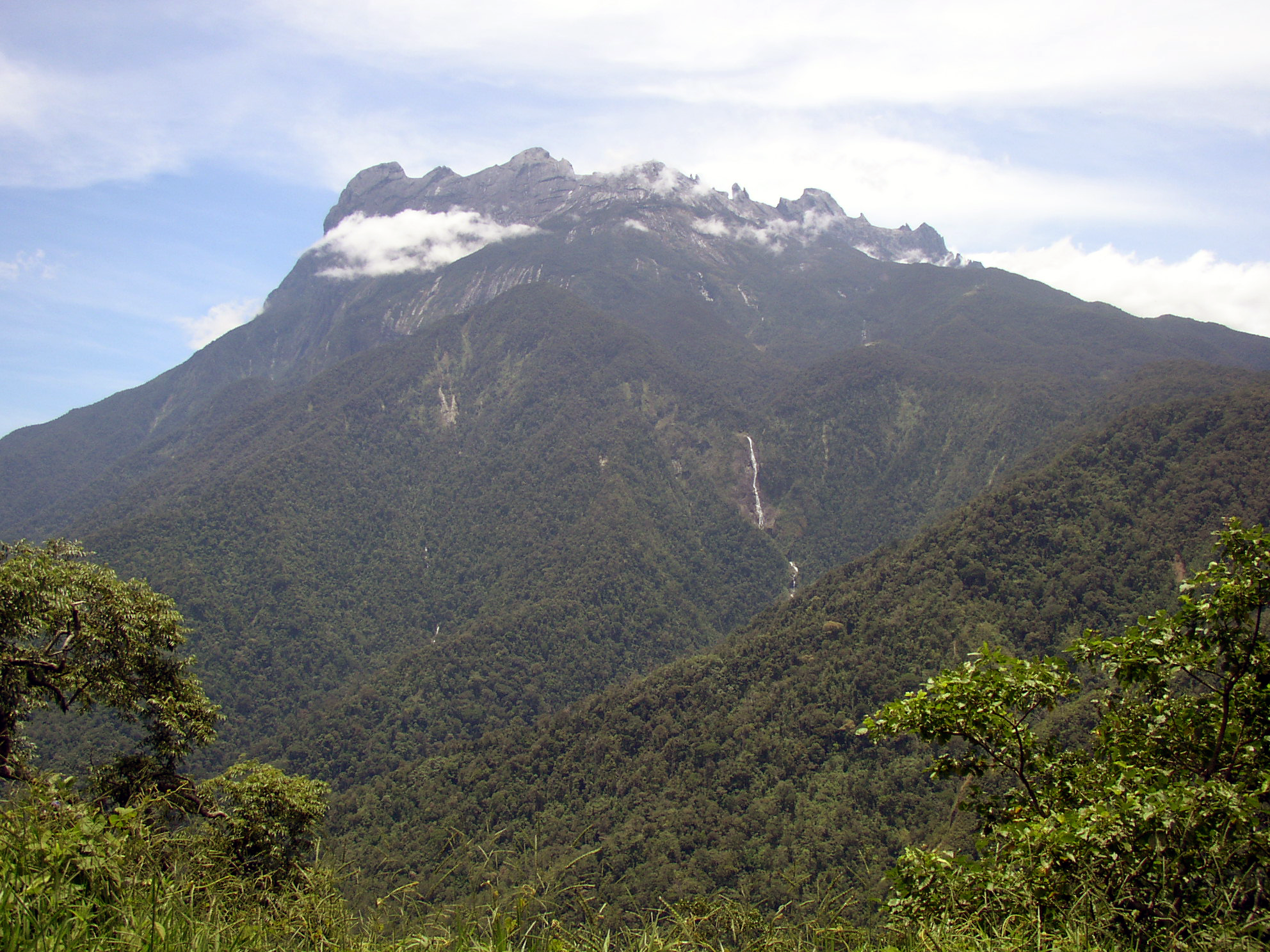
Le Mont Kinabalu dans la province du Sabah
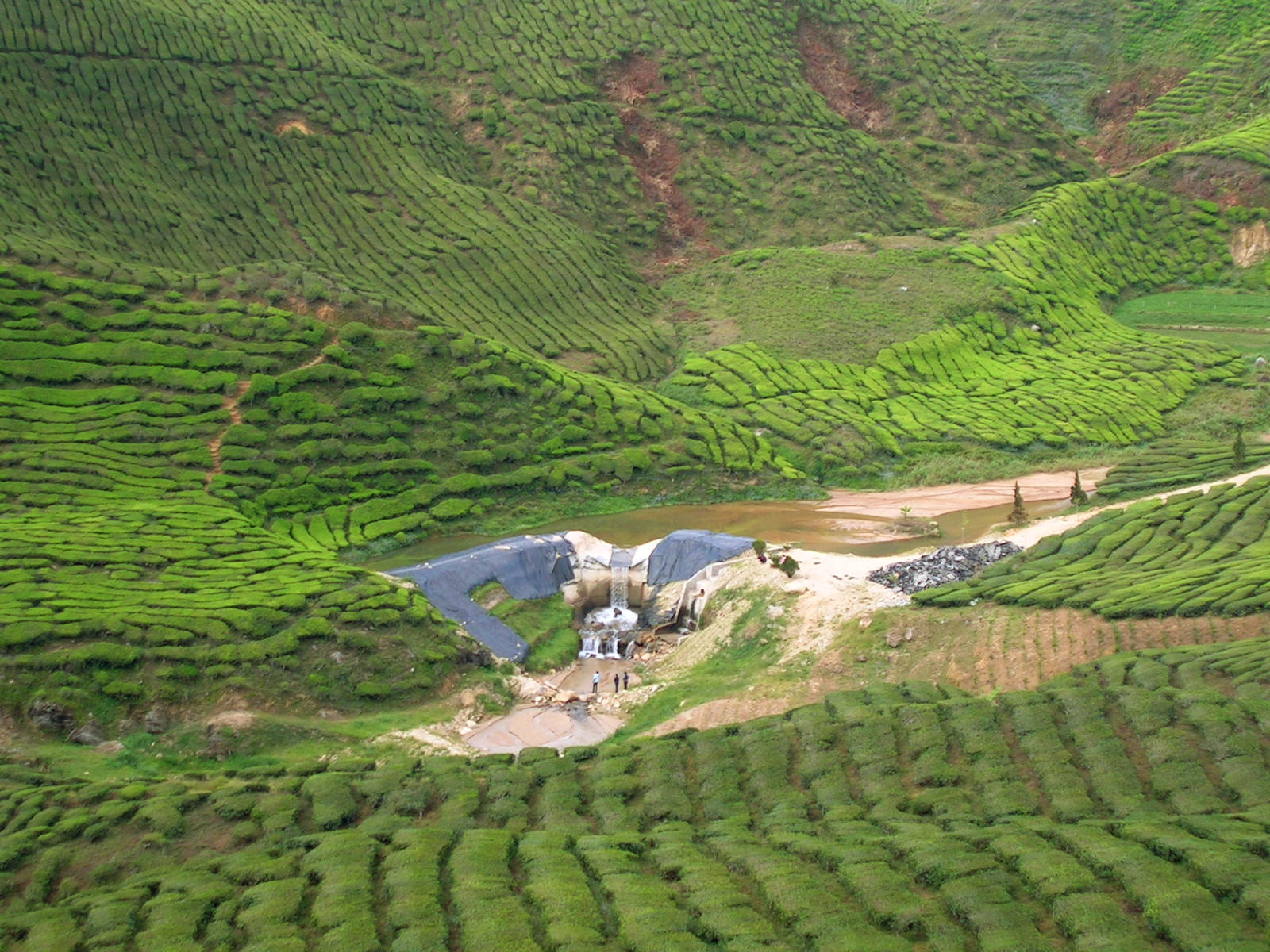
Plantation de thé dans la province du Pahang
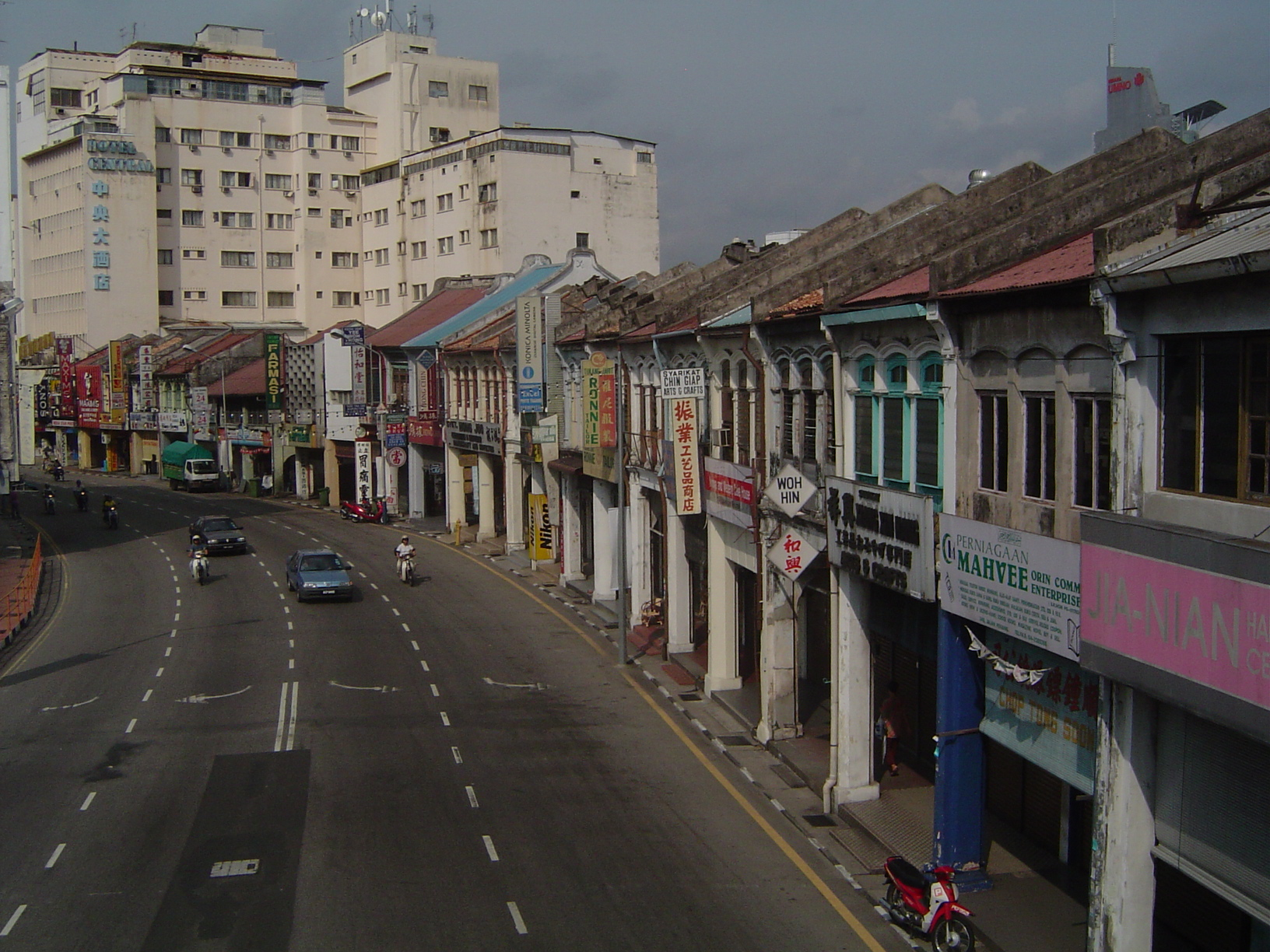
Une rue dans la cité de George Town dans la province de Penang
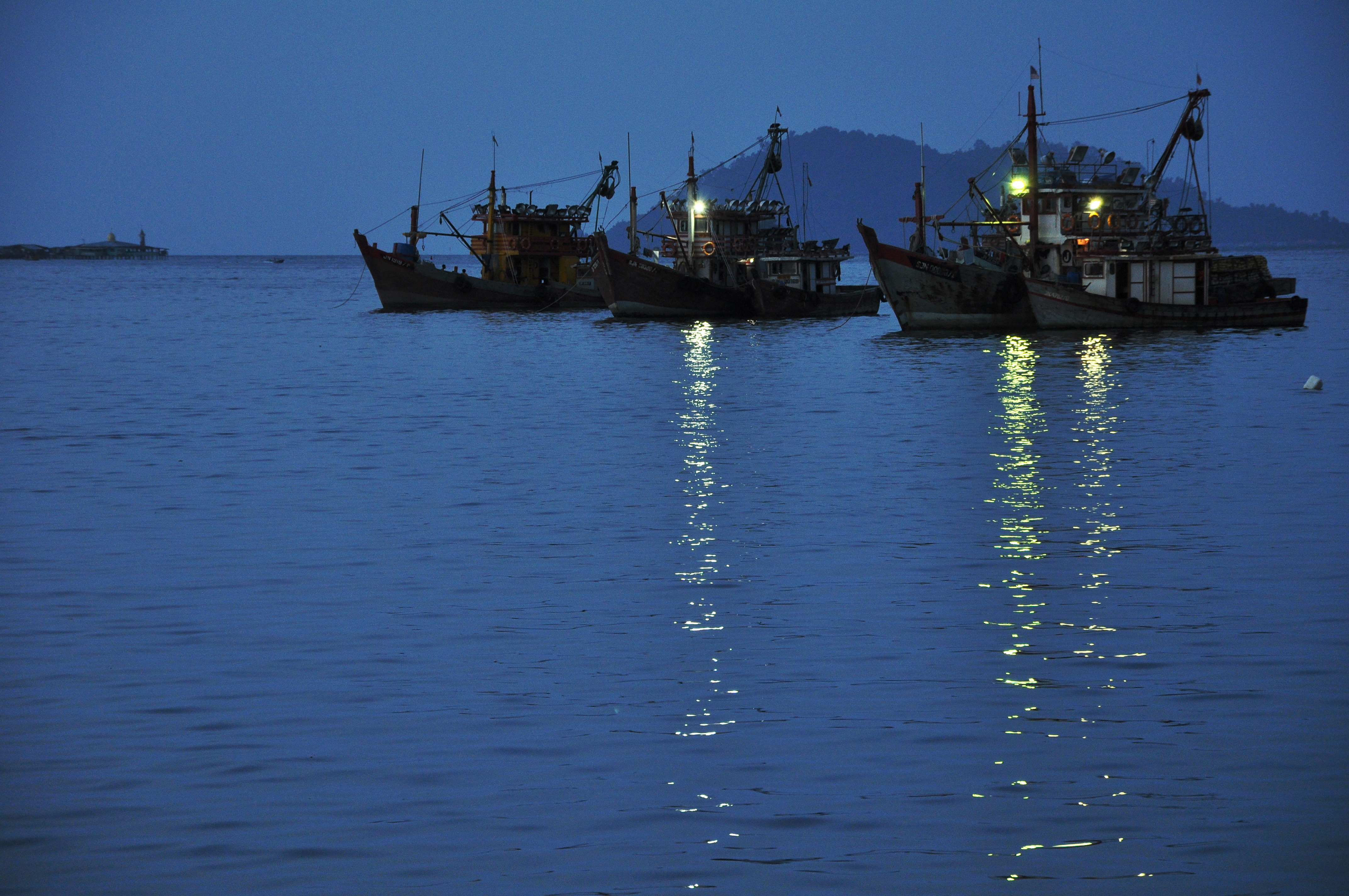
Des pêcheurs malais

## Géographie humaine

### côte sud-ouest
- Kelang, Port Dickson, Malacca / Melaka, Muar (Bandar Maharani), Batu Pahat (Bandar Penggaram), Pontian Kecil, Johor Bahru, Singapour,

### côte nord-ouest
- Sungai Petani, Buterworth, George Town, île Pulau, Ayer Itam, Bukit Mertajam,
- Taiping, Telok Anson,
- Kelang, (Kuala Lumpur).

## Sources
- CIA World Factbook